# 레퍼런스닷컴
레퍼런스닷컴(Reference.com)은 온라인 백과사전, 시소러스, 낱말사전이다. 기계 번역과 웹 검색도 제공한다.
레퍼런스닷컴은 인레퍼런스사(Inreference Inc.)에 의해 1997년 2월 3일에 출범하였다. 나중에 렉시코 출판그룹(Lexico Publishihng Group)이 이를 인수하였다. 2005년 렉시코는 레퍼런스닷컴에서 위키백과의 내용들을 검색할 수 있게 하였다고 발표하였다.
2008년 7월 3일 인터액티브사(InterActiveCorp)가 렉시코를 인수하면서 레퍼런스닷컴을 비롯, 시소러스닷컴(Thesaurus.com), 딕셔너리닷컴(Dictionary.com)의 소유권도 인터액티브로 넘어갔다.
레퍼런스닷컴은 자료를 생산하지 않고, 다양한 외부 출처의 자료들을 종합하여 보여준다. 다른 온라인 사전, 백과사전, 위키백과, CIA 팩트북 등이 이 '외부 출처'에 포함된다.